# KNN 파워FM
KNN FM 또는 KNN 파워FM은 대한민국 부산경남권의 민영 방송사인 KNN의 음악 전문 라디오 방송 채널로, 1997년 9월 9일에 개국하였다.

## 개요
주로 대중 음악을 중심으로 방송하며 스포츠 등의 부편성을 두고 있다. 그리고 여러 지역민방과 제휴하여 지역민방 라디오 채널에도 일부 파워FM의 프로그램을 송출해주고 있다.

### 로고송
- PSB FM 블루웨이브 (1998 ~ 2000)
- PSB 라디오 (2000 ~ 2006)
- KNN 라디오 (2006 ~ 2016)
- KNN 파워FM (2016 ~ 현재)

## 역사
PSB 블루웨이브FM의 첫 방송은 1997년 9월 9일이다. 개국전 3개월간 시험 방송을 하였으며, 시험 방송 기간에는 음악만을 송출하였다. 개국후 한동안 자체편성만으로 꾸려졌으나 동년 외환 위기가 불어닥치면서 광고 수주 및 프로그램 제작에 차질이 빚어지자 12월 11일 SBS와 라디오방송에 관한 업무제휴 협정을 맺고 라디오 네트워크에 편입되었다. 이와 동시에 라디오 뉴스가 1998년도 처음으로 편성되었고 PSB 블루웨이브FM → PSB 라디오 국명변경 2000년도 하였다. 사명변경에 따른 PSB 라디오 → KNN 라디오 국명변경 2006년 5월 15일 월요일 하였다. 이때까지는 높은 자체편성 비율을 기록했으며 99.9㎒ 송신소는 황령산에 위치해 있는데, 그러다 해를 거듭할수록 자체편성 비율이 축소되기 시작해 2007년 30% 내외로 축소되었고 2010년 12월 29일에 불모산 중계소가 개국하면서 동부경남 및 서부산 지역에서 더욱 더 깨끗한 수신이 가능하게 되었다. 2011년 12월 28일에 장군대산 중계소가 개국 하면서 서부경남에서 더욱 더 깨끗한 수신이 가능하게 되었다. 2013년 9월 16일에 기장FM 중계소가 개국 하면서 기장 및 정관신도시 지역에서 더욱 더 깨끗한 수신이 가능하게 되었다. 2013년 12월 23일에 양산FM 중계소가 개국 하면서 양산시청 일대에서 더욱 더 깨끗한 수신이 가능하게 되었다. 2015년 3월말부터 완전한 대중음악 채널로 전환했으며 2016년 5월 10일 KNN 라디오 → KNN 파워FM 사명변경 2016년 9월 23일에 감악산중계소가 개국 하면서 경남 지리산 자락에서 더욱 더 깨끗한 수신이 가능하게 되었다. 2023년 자체편성 축소로 편성비율 30%선이 붕괴되었다.

## 연혁
- 1997년 9월 9일 : PSB 블루웨이브FM 개국(호출부호 HLDG-FM, FM 99.9㎒).
- 2000년 : PSB 블루웨이브FM → PSB 라디오 사명변경
- 2006년 : PSB 라디오 → KNN 라디오 사명변경
- 2010년 12월 29일 : KNN 라디오 창원 불모산중계소 개국(FM 102.5㎒).
- 2011년 12월 28일 : KNN 라디오 진주 장군대산중계소 개국(FM 105.5㎒).
- 2013년 9월 16일 : KNN 라디오 기장중계소 개국(FM 96.3㎒).
- 2013년 12월 23일 : KNN 라디오 양산중계소 개국(FM 96.3㎒).
- 2016년 5월 10일 : KNN 라디오 → KNN 파워FM 사명변경
- 2016년 9월 23일 : KNN 파워FM 거창 감악산중계소 개국(FM 106.7㎒).
- 2020년 2월 3일 : 머니마니쇼 방송 시작.
- 2020년 9월 28일 : 노래하나 얘기둘을 KNN 러브FM과 동시방송.
- 2022년 4월 4일 : 김아라의 생생 라디오를 KNN 러브FM과 동시방송.
- 2023년 10월 17일 : 이해리의 온나라디오와 오희주의 라디오라떼를 KNN 러브FM과 동시방송.
- 2024년 11월 29일 : 머니마니쇼 방송 폐지.
- 2025년 2월 3일 : 머니마니쇼 시즌2 방송 시작.

## 방송 권역 (KNN 파워FM 부산경남권 기준)
- 부산광역시, 경상남도 전 지역, 울산 일부 지역

## 방송 송출 시설망
| 송신소          | 주파수     | 출력 | 호출부호 | 송신소 위치                        | 방송구역&비고 |
| --------------- | ---------- | ---- | -------- | ---------------------------------- | --- |
| 황령산 송신소   | FM 99.9㎒  | 5㎾  | HLDG-FM  | 부산 연제구 연산2동 산181-3        | 부산광역시 일원, 울산광역시 일부, 창원시 일부, 밀양시 일부, 김해시 일부, 양산시 일부 |
| 정관 중계소     | FM 96.3㎒  | 20W  | HLDG-FM  | 부산 기장군 정관읍 달산리 산146-14 | 부산광역시 기장군 정관읍 일원 |
| 기장 중계소     | FM 96.3㎒  | 20W  | HLDG-FM  | 부산 기장군 일광읍 삼성리 산41     | 부산광역시 기장군 일원 |
| 양산타워 중계소 | FM 96.3㎒  | 20W  | HLDG-FM  | 경남 양산시 동면 석산리 656-30     | 양산시 일원 |
| 불모산 중계소   | FM 102.5㎒ | 1㎾  | HLDG-FM  | 경남 창원시 성산구 천선동 산213-8  | 창원시 일원, 함양군 일부, 산청군 일부, 창녕군 일부, 합천군 일부, 의령군 일부, 고성군 일부, 거제시 일부, 김해시 일부, 밀양시 일부, 양산시 일부, 통영시 일부, 함안군 일부, 부산광역시 일부 |
| 장군대산 중계소 | FM 105.5㎒ | 1㎾  | HLDG-FM  | 경남 진주시 문산읍 상문리 325-5    | 진주시 일원, 사천시 일부, 남해군 일부, 하동군 일부, 거창군 일부, 산청군 일부, 의령군 일부, 함양군 일부, 창녕군 일부, 합천군 일부, 고성군 일부                                            |
| 감악산 중계소   | FM 106.7㎒ | 500W | HLDG-FM  | 경남 거창군 신원면 구사리 산12-1   | 거창군 일원, 진주시 일부, 사천시 일부, 하동군 일부, 남해군 일부, 의령군 일부, 고성군 일부, 함양군 일부, 산청군 일부, 창녕군 일부, 합천군 일부                                            |

## 방송 프로그램
| KNN POWER FM                     | KNN POWER FM               | KNN POWER FM   | KNN POWER FM |
| 프로그램명                       | 방송시간                   | DJ             | 방송분량     |
| -------------------------------- | -------------------------- | -------------- | ------------ |
| 김아라의 생생 라디오             | 매일 오전 9시~10시 50분    | 김아라         | 120분        |
| KNN 웰빙라이프 (오전)            | 매일 오전 10시 50분~11시   | 조문경         | 10분         |
| 머니마니쇼 시즌2                 | 매일 오전 11시 ~ 오후 12시 | 장원일, 성은진 | 1시간        |
| 강영운, 이윤정의 노래하나 얘기둘 | 매일 오후 4시~5시 50분     | 강영운, 이윤정 | 120분        |
| KNN 웰빙라이프 (오후)            | 매일 오후 5시 50분~6시     | 각의사         | 10분         |
| 뮤직 클라우드                    | 매일 오후 6시~8시          | 김비태         | 120분        |
| 조문경의 온나라디오              | 평일 오후 8시~10시         | 조문경         | 120분        |
| 오희주의 라디오라떼              | 주말 오후 8시~10시         | 오희주         | 120분        |

## 라디오 시보 멘트
- | “ | 99.9 PSB 블루웨이브 FM 입니다. HLDG | ” |
- | “ | 99.9 PSB 라디오입니다. HLDG | ” |
- | “ | 99.9 KNN 라디오입니다. HLDG | ” |

- | “ | 부산 99.9 창원 102.5 KNN 라디오입니다. HLDG | ” |
- | “ | 부산 99.9 창원 102.5 진주 105.5㎒ 부산경남 대표방송 KNN 라디오입니다. HLDG | ” |

- | “ | 부산 99.9 창원 102.5 진주 105.5㎒ 700만 청취자와 함께 만드는 KNN 라디오입니다. | ” |

- | “ | 부산 99.9 기장/양산 96.3 창원 102.5 진주 105.5㎒ 700만 청취자와 함께 만드는 KNN 라디오입니다. | ” |
- | “ | 부산 99.9 기장/양산 96.3 창원 102.5 진주 105.5㎒ 700만 청취자가 함께 만드는 KNN 파워FM입니다. | ” |
- | “ | 부산 99.9 기장/양산 96.3 창원 102.5 진주 105.5 거창 106.7㎒ 700만 청취자와 함께 만드는 KNN 파워FM 입니다. | ” |

## 시보 광고

### 정각 시보
- 카카오T
- 빨리빨리 대리운전
- 보운디자인 인테리어
- KNN 파워FM 로고송

### 30분 시보
- 카카오T
- 빨리빨리 대리운전

## 특집 프로그램

### 함께하는 명절, 나누는 기쁨
KNN 러브FM과 KNN 파워FM의 명절 특집 생방송 프로그램이다. 설날 및 추석 연휴 첫 날과 마지막 날에 방송되며 교통정보를 제공한다.

## 아나운서

### 현직
- 황범
- 현승훈
- 정희정
- 이해리
- 정준희
- 김다롬
- 임혜림
- 이화영
- 박경익

## 같이 보기
- KNN
- KNN 러브FM
- TJB 파워FM
- SBS
- SBS 러브FM
- SBS 파워FM